# جامعة الملك فيصل
جامعة الملك فيصل؛ بالأحساء تأسست في سنة 1975م بأمر من الملك فيصل قبل وفاته، وافتُتحت الجامعة في عهد أخيه خالد بن عبد العزيز آل سعود، وتوفر الجامعة لطُلابها التعليم الجامعي والدراسات العليا في مختلف العلوم ومجالات المعرفة المتخصصة والبحث العلمي.

## النشأة
أُنشئت جامعة الملك فيصل في المنطقة الشرقية من المملكة العربية السعودية بموجب المرسوم الملكي رقم هـ/67 وتاريخ 28 / 7/ 1395هـ (1975م)، ويقع المقر الرئيسي للجامعة حسب نظامها الأساسي في مدينة الهفوف في الأحساء، ولها فرع في الدمام، وقد بدأت الجامعة مسيرتها العلمية بأربع كليات: كليتان منها في مدينة الهفوف بالأحساء، وهما: كلية العلوم الزراعية والأغذية، وكلية الطب البيطري، وكليتان في الدمام وهما: كلية الطب والعلوم الطبية، وكلية العمارة والتخطيط.
وكانت نقطة الانطلاق بإنشاء كلية العلوم الزراعية والأغذية، وكلية الطب البيطري والثروة الحيوانية. حيث كانت أعداد منسوبي الجامعة آنذاك (170) طالبًا و(46) من أعضاء الهيئة التدريسية، وخرَّجت الجامعة في دفعتها الأولى 9 من الطلاب السعوديين. ولما كانت الثقة في قدرة المعرفة الواسعة على الإسهام في التعليم تكمن وراء تكوين كليات جديدة بعد استكمال وتكامل الكليات التي كانت قائمة، جاء قرار إنشاء كليات أخرى بالجامعة تلبية لاحتياجات مستقبل المملكة المتنامي، وهي كلية التربية في العام 1401/1402هـ، وكلية العلوم الإدارية والتخطيط في العام 1404/1405هـ، بمقر الجامعة بالأحساء.

الشعار السابق للجامعة

## الموقع والحرم الجامعي
بعد أن صدر المرسوم الملكي بتأسيس جامعة الملك فيصل في مقرها الرئيس في مدينة الهفوف وفرعها في مدينة الدمام لم يكن للجامعة موقع أو أرض خاصة تقيم عليها أنشطتها ومشاريعها، وكانت تقيم مشاريعها وأنشطتها في مبان مستأجرة متفرقة في الدمام والأحساء، ومع مرور الزمن بدأت الجامعة في التنسيق مع وزارة المعارف من أجل الحصول على مقر دائم لها في الدمام والأحساء؛ لذا صدر قرار سمو وزير الدفاع والطيران في ذلك الحين سلطان بن عبد العزيز آل سعود بمنح الأرض الخاصة بمستشفى القوات المسلحة سابقًا أو التي كانت تعرف بـ ( الثكنات العسكرية ) بالقشلة والتي تقع على الطريق الساحلي بين مدينتي الدمام والخبر مع ما عليها من مباني لتكون مقرًا لجامعة الملك فيصل في الدمام، وتتربع الجامعة على مساحة تقدر بـ525 هكتار (5000 كم).

## كليات الجامعة
كلية العلوم الزراعية والأغذية:
أنشئت في 1395/7/28هـ ومدة الدراسة فيها أربع سنوات وتمنح البكالوريوس من خلال ثمان أقسام هي:
- الأعمال الزراعية وعلوم المستهلك.
- قسم الإنتاج الحيواني.
- قسم علوم الغذاء والتغذية.
- قسم زراعة الأراضي القاحلة.
- قسم البيئة والمصادر الطبيعية.
- قسم التقنية الحيوية الزراعية.
- قسم هندسة النظم الزراعية.

كلية الطب:
أنشئت في 1421/11/17هـ ومدة الدراسة فيها ست سنوات إضافة إلى سنة امتياز وتمنح البكالوريوس في الطب والجراحة من خلال تسعة أقسام هي:
- العلوم الحيوية الطبية.
- طب الأسرة والمجتمع.
- قسم الطب الباطني.
- الجراحة.
- طب النساء والولادة.
- أمراض الأطفال.
- العلوم العصبية السريرية.
- التعليم الطبي.
- طب الطواري ء والحوادث.

كلية التربية:

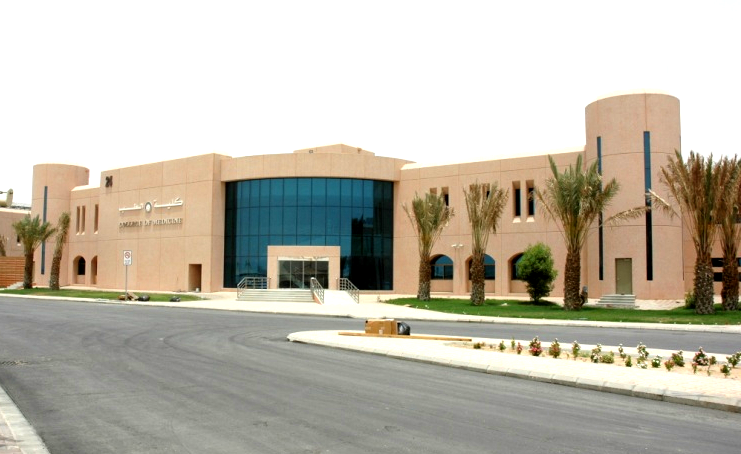
كلية الطب

أنشئت سنة 1401هـ ومدة الدراسة فيها أربع سنوات وتمنح البكالوريوس من خلال خمسة أقسام تمنح درجة البكالوريوس في تخصصاتها هي:
- قسم رياض الأطفال.
- قسم التربية الخاصة.
- قسم التربية الفنية.

قسم التربية الرياضية
قسم الدراسات القرآنية
كلية إدارة الأعمال:
أنشئت سنة 1404هـ وتعدّ من أكبر كليات الجامعة مدة الدراسة فيها أربع سنوات وتمنح البكالوريوس من خلال سبعة أقسام هي:
- قسم الإدارة.
- قسم المحاسبة.
- قسم المالية.
- قسم الاقتصاد.
- قسم نظم المعلومات الإدارية.
- قسم الإحصاء والدراسات الكمية.
- قسم القانون.

كلية الطب البيطري:
أنشئت في سنة 1395هـ ومدة الدراسة فيها خمس سنوات وتمنح البكالوريوس من خلال ستة أقسام هي:
- التشريح.
- وظائف الأعضاء والكيمياء الحيوية.
- الأمراض.
- الأحياء الدقيقة والطفيليات.
- الصحة العامة ورعاية الحيوان.
- الدراسات الإكلينيكية.

كلية العلوم:
أنشئت في سنة 1423هـ ومدة الدراسة فيها أربع سنوات، لغة الدراسة الإنجليزية، وتمنح شهادة البكالوريوس و كذلك الماجستير من خلال أربعة أقسام هي:
- الفيزياء.
- الكيمياء.
- الأحياء.
- الرياضيات.

كلية الدراسات التطبيقية وخدمة المجتمع:
أنشئت في سنة 1422هـ ومدة الدراسة فيها سنتان وتمنح درجة الدبلوم من خلال أربعة تخصصات هي:
- دبلوم المحاسبة.
- دبلوم حاسب آلي ونظم المعلومات الإدارية.
- دبلوم التسويق.
- دبلوم السكرتارية والنسخ الطبي.

كلية علوم الحاسب وتقنية المعلومات:
أنشئت في سنة 1424هـ تعدّ من أرقى الكليات في هذا التخصص على مستوى المنطقة ومدة الدراسة فيها أربع سنوات وتمنح البكالوريوس من خلال أربعة أقسام هي:
- قسم علوم الحاسب.
- قسم نظم المعلومات.
- قسم هندسة الحاسب.
- قسم الشبكات والاتصالات.

وقد حصل قسم نظم المعلومات وقسم علوم الحاسب على الاعتماد من المنظمة العالمية للهندسة والتقنية ABET ويعدّ تخصص نظم المعلومات أول قسم في المملكة العربية السعودية وخامس قسم في العالم يحصل على هذا الاعتماد وأما علوم الحاسب فهو ثاني تخصص في المملكة والسادس عالميا في الحصول على هذا الاعتماد.
كلية الصيدلة الإكلينيكية:
أنشئت في سنة 1421هـ ومدة الدراسة فيها ست سنوات وتمنح البكالوريوس من خلال ثلاثة أقسام هي:
- قسم العلوم الصيدلية.
- قسم العلوم البيولوجية الطبية.
- قسم الممارسة الصيدلية.

كلية الهندسة:
أنشئت في سنة 1428هـ ومدة الدراسة فيها أربع سنوات وتمنح البكالوريوس من خلال سبعة أقسام هي:
- قسم الهندسة الميكانيكية.
- قسم الهندسة المدنية والبيئة.
- قسم الهندسة الكهربائية.
- قسم الهندسة الكيميائية.
- قسم الهندسة الطبية الحيوية (طالبات).
- قسم هندسة المواد.
- قسم هندسة تحلية المياه.

كلية الآداب:
أنشئت في سنة 1430هـ ومدة الدراسة فيها أربع سنوات وتمنح البكالوريوس من خلال سبعة أقسام هي:
- قسم الدراسات الإسلامية.
- قسم اللغة العربية.
- قسم اللغة الإنجليزية.
- قسم الدراسات الاجتماعية.
- قسم الاتصال والتقنية الإعلام.
- قسم المكتبات والمعلومات.
- قسم الفندقة والسياحة.

كلية الحقوق:
أنشئت الكلية يوم الثلاثاء 1432-01-22 الموافق 2010-12-28. وتتكون الكلية من الأقسام التالية:
- قسم القانون العام.
- قسم القانون الخاص.
- قسم الفقه. (قسم مساند)

كلية المجتمع للبنات:
أنشئت في سنة 1423هـ ومدة الدراسة فيها سنتان وتمنح درجة الدبلوم في تخصص الحاسب الآلي.
كلية العلوم الصحية للبنين:
أنشئت في سنة 1415هـ ومدة الدرسة فيها ثلاث سنوات بالإضافة إلى ستة أشهر امتياز وتضم 4 أقسام هي (التمريض، الصيدلة، العمليات، المختبر)
كلية العلوم الصحية للبنات:
أنشئت في سنة 1428هـ ومدة الدرسة فيها ثلاث سنوات بالإضافة إلى ستة أشهر امتياز وتضم قسم واحد فقط هو (التمريض)

## عمادات الجامعة
- عمادة شؤون الطلاب.
- عمادة الدراسات العليا.
- عمادة شؤون المكتبات.
- عمادة القبول والتسجيل.
- عمادة السنة التحضيرية.
- عمادة البحث العلمي.
- عمادة تقنية المعلومات.
- عمادة شؤون أعضاء هيئة التدريس.
- عمادة التعلم الإلكتروني والتعليم عن بعد.
- عماد التطوير وضمان الجودة.

## المراكز الأكاديمية المساعدة
1. مركز اللغة الإنجليزية.
2. مركز الترجمة والتأليف.
3. مركز الوثائق والاتصالات الإدارية.
4. مركز وسائل وتكنولوجيا التعليم.
5. مركز القياس والتقويم التربوي.
6. مركز الإرشاد والتوجيه التربوي.
7. مركز التعليم المستمر.
8. المستشفى البيطري التعليمي.

## لغة الدراسة
لغة التدريس في الكليات الطبية والهندسية كالطب والطب البيطري والصيدلة الإكلينيكية و كذلك كلية العلوم والهندسة والحاسب وكلية إدارة الأعمال هي اللغة الإنجليزية حيث إنها اللغة المستخدمة في المحاضرات والكتب والاختبارات النظرية والعملية، وفي باقي الكليات ككلية العلوم الزراعية وغيرها هي اللغة العربية.

## أعضاء هيئة التدريس
عدد كبير من أعضاء هيئة التدريس في جامعة الملك فيصل هم من خريجي الجامعات الأمريكية والبريطانية والكندية و الروسية و الألمانية، حيث هناك مجموعة من أعضاء هيئة التدريس في كلية الطب من خريجي جامعة هارفارد ومكغيل ومجموعة منهم أيضاً درست وعملت في مستشفيات كمستشفى غاي بلندن.

## رؤساء الجامعة
| الرئيس                          | الفترة                        | المصدر      |
| ------------------------------- | ----------------------------- | ----------- |
| د. محمد سعيد عبدالرحمن القحطاني | 1978م - 1995م                 | [ 3 ]       |
| د. محمد بن عبد العزيز العوهلي   | 24 أبريل 2017م - فبراير 2024م | [ 4 ] [ 5 ] |
| د. مهنا بن عبد الله الدلامي     | فبراير 2024م - 7 أكتوبر 2024م | [ 6 ]       |
| د. عادل بن محمد أبو زناده       | 7 أكتوبر - إلى الآن           | [ 7 ]       |

## وصلات خارجية
- الموقع الرسمي لجامعة الملك فيصل
- منتديات النقاش